# Гилльбах
Гилльбах (нем. Gillbach) — река в Германии, протекает по земле Северный Рейн-Вестфалия. Длина реки — 28,5 км. Площадь бассейна реки составляет 98,674 км².

## Гидроним
Впервые река упоминается в письменных источниках в 871 году как Gilibecchi. В документах XII века река записана как Gelebach, а также сохранены прежние названия реки: Gildegauia (722—723 годы), Gilegoui (962), Gilegowe (1080), Giele (1187—1193). Название происходит от глагола ghei — «подгонять», «торопить». Название река получила в честь франкского гау Гилльгау.

## История
Территория поймы реки населялась людьми со времён раннего каменного века, что подтверждают находки из Ауэнхайма, датируемые 400 годом до н. э.

## Природа
Благодаря тёплой воде Гилльбаха в воде зафиксированы экзотические виды рыб и растений (интродукция), выпущенные, скорее всего, аквариумистами-любителями. Здесь водятся гуппи, чёрнополосая цихлида, атидовые вида Neocaridina, а также тропическая растительность вроде валлиснерии. В июне 2017 году были описаны популяции тиляпии тигровой, гибриды мозамбикской тиляпии и нильской теляпии. В сентябре 2015 года учёные из Франкфуртского университета заявили, что паразиты вида Camallanus cotti могли заразить как «привезённую» чёрнополосатую цихлиду, так и местных голавля и пескаря обыкновенного.